# جاليزي تايافيك
جاليزي تايافيك (بالإسبانية: Tayavek Gallizi) مواليد 16 مايو 1978، هو لاعب كرة سلة أرجنتيني ويحمل الرقم 83. يبلغ طوله 6 قدم 9 بوصة (2.1 م).

## فرق لعب لها
- كويلمس دي مار ديل بلاتا

## روابط خارجية
- جاليزي تايافيك على موقع الاتحاد الدولي لكرة السلة (الإنجليزية)
- جاليزي تايافيك على موقع كرة السلة الأوروبية.كوم (الإنجليزية)
- جاليزي تايافيك على موقع ريلجم (الإنجليزية)
- جاليزي تايافيك على موقع بروبوليرز (الإنجليزية)
- جاليزي تايافيك على موقع سبورتس رفرنس (الإنجليزية)
- جاليزي تايافيك على موقع أوليمبيديا (الإنجليزية)